# Turbanella aminensis
Turbanella aminensis is een buikharige uit de familie Turbanellidae. Het dier komt uit het geslacht Turbanella. Turbanella aminensis werd in 1991 voor het eerst wetenschappelijk beschreven door Rao. 